# 한니발 라이징
한니발 라이징(영어: Hannibal rising)은 미국의 범죄 스릴러 소설가인 토머스 해리스가 2006년에 발표한 소설이다. 발매순서는 4번째지만, 한니발 렉터 시리즈 레드 드래곤(1981), 한니발(1999), 양들의 침묵(1988) 중 내용상 1 번째에 위치한다.
세계 2차 대전이한창이던 시절의 어린 한니발 렉터의 이야기를 다루고 있으며, 그가 어떻게 식인을 하는 엽기적인 살인마가 되었는지 드러난다.
다른 한니발 렉터 시리즈와 비슷하게 2007년 피터 웨버 감독이 영화로 제작하였으며, 청년 렉터역에 '가스파르 울리엘 (Gaspard Ulliel)', 레이디 무라사키역에 중국의 영화배우인 '공리 (巩俐/Gong Li)가 캐스팅되어 열연하였다.

## 등장인물
- 한니발 렉터(Hannibal Lecter) - 리투아니아의 유서깊은 가문인 렉터가(家)의 후계자. 어린 나이지만 놀라운 기억력과 학습력을 지닌 천재소년이다. 2차 세계대전의 포화를 피하여 피신하던중 동생인 미샤 렉터가 독일군 탈주병들에게 붙잡혀 잡아먹히는 모습을 보고 엄청난 정신적 충격을 받았다. 이후 고아원에서 머물다가 숙부인 로버트 렉터와 숙모인 레이디 무라사키의 도움으로 마음의 상처를 치유하여 의과대학에 진학하여 두드러진 모습을 보인다. 그러나 어떠한 계기로 과거 동생 미샤를 잡아먹은 탈주병들을 만나게 되면서 광기어린 살인마로서의 본성에 눈뜨게 된다.

- 레이디 무라사키(Lady Murasaki) - 일본출신의 미인. 로버트 렉터의 부인이자 한니발 렉터의 숙모. 미샤의 죽음으로 정신적 충격을 받은 한니발 렉터의 마음을 치유하기 위하여 노력한다.

- 포필 경위(Inspector Popil) - 푸주한 살인사건 이후 한니발 렉터를 유력한 범인으로 의심하고 뒤를 캐는 수사관.

- Vladis Grutas -

- Zigmas Milko

- Enrikas Dortlich

- Petras Kolnas

- Bronys Grentz

- Kazys Porvik aka Pot Watcher

- Paul Momund - 푸주한을 직업으로 삼고 있는 덩치큰 남성. 한니발 렉터가 죽인 첫 번째 희생자.

- 로버트 렉터(Robert Lecter) - 한니발 렉터의 숙부이자 레이디 무라사키의 남편. 유명한 화가로 상당한 재산을 가지고 있다.

- 미샤 렉터(Mischa Lecter) - 한니발 렉터의 여동생. 굶주린 독일군 탈주병들에게 붙잡여 잡아먹혔는데, 그녀의 죽음은 어린 한니발 렉터에게 엄청난 정신적 충격을 안겨주었다.